# Balúčistánská osvobozenecká armáda
Balúčistánská osvobozenecká armáda (také Baloch Liberation Army nebo Balochistan Liberation Army) (BLA) je separatistickou ozbrojenou skupinou založenou v Balúčistánu, horském regionu Pákistánu. Balúčistánská osvobozenecká armáda se stala známou během léta 2000 poté, co uznala zodpovědnost za sérii bombových útoků na pákistánské úřady v odpovědi na údajně špatné zacházení s Balúčistánskou provincií ze strany Pákistánu.
Skupinu v současnosti vede Hyrbyair Marri a přibližná síla je 500 ozbrojenců.

## Prohlášení za teroristickou organizaci
V dubnu 2006 byla Balúčistánská osvobozenecká armáda prohlášena Pákistánem za teroristickou organizaci. Stalo se tak po sérii útoků vedených skupinou cíleně na bezpečnostní personál, civilisty a novináře. Vláda Velké Británie na základě protiteroristického zákona z roku 2000 zařadila BLA do zakázaných skupin. Důsledkem je, že každé osobě spojené s touto organizací je zakázán vstup do Velké Británie. Činnost skupiny byla prohlášena za teroristickou i Ministerstvem zahraničí Spojených států amerických.

## Obvinění ze zahraniční podpory
Indie byla opakovaně obviňována Pákistánem z podpory balúčských vojenských skupin.